# Tlahuizcalpantecuhtli
Tlahuizcalpantecuhtli [t͡ɬaːwisˈkaɬpantekʷt͡ɬi] és un membre principal del panteó dels déus dins de la religió asteca, que representa l'estrella del matí Venus. El nom prové de les paraules nàhuatl tlāhuizcalpan [t͡ɬaːwisˈkaɬpan] "alba" i tēuctli [ˈteːkʷt͡ɬi] "senyor". Tlahuizcalpantecuhtli és un dels tretze Senyors del Dia, que representa el 12è dia de la tretzena asteca.

## Història de l'origen
Tlahuizcalpantecuhtli té un paper important en la creació de Tonatiuh, el Cinquè Sol en la narrativa de la creació asteca.
Els Memorials de Motolinía i el Codex Chimalpopoca relaten que el governant tolteca Topiltzin Quetzalcoatl es va convertir en l'estrella del matí quan va morir. Quetzalcóatl es llança a una foguera després d'adornar la seva insignia. Una vegada que va començar a cremar, les seves cendres van ser aixecades i diversos ocells preciosos van ser sacrificats fins que l'esperit de Quetzalcóatl va deixar el seu cor com una estrella i esdevingué una part del cel.
Els Annals de Cuauhtitlan donen el seu any de mort com a 1 canya, un cicle de 52 anys des del seu naixement.
A la segona secció del Còdex Chimalpopoca (anomenada Llegenda dels Sols), Tlahuizcalpantecuhtli s'enfada quan Tonatiuh, el déu del sol, no es mou pel cel després de ser creat. Dispara a Tonatiuh amb dards atlatl, però falla i és colpejat pels dards de Tonatiuh, transformant-se en el déu de l'obsidiana i la fredor, Itztlacoliuhqui. La resta de déus presents: Tezcatlipoca, Huitzilopochtli, Nochpalliicue, Yapallicue i Xochiquetzal es sacrifiquen a Teotihuacan per fer moure el Sol pel cel, començant l'era contemporània.
Tlahuizcalpantecuhtli també és vist com un dels quatre déus que mantenien el cel amunt i estava associat amb la direcció cardinal Est.

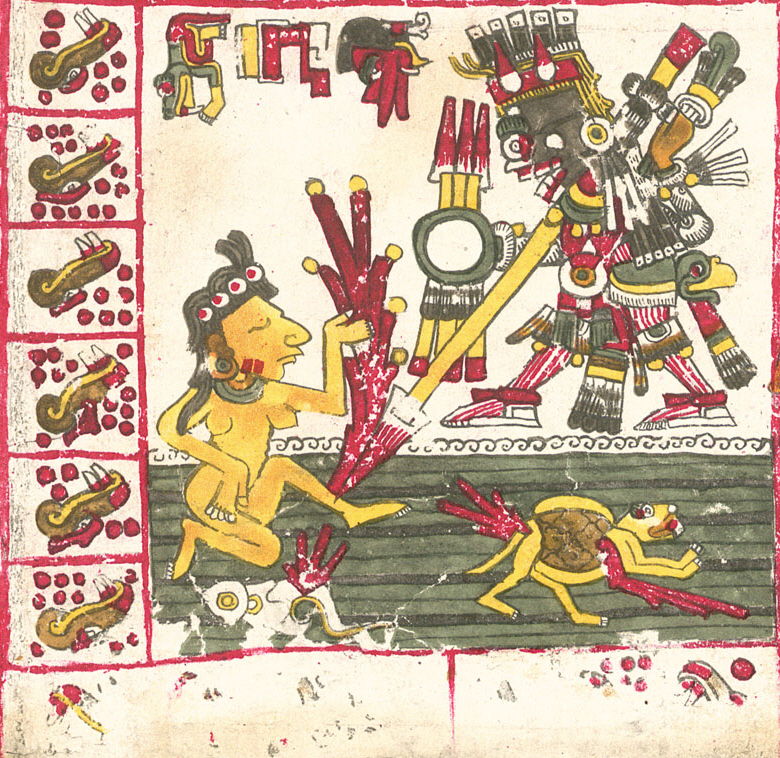
Tlahuizcalpantecuhtli ferint una dona a la pàgina 53 del Còdex Borgia. (Cliqueu per ampliar)

## Efectes
Es creu que Tlahuizcalpantecuhtli causa danys a les persones disparant dards. Segons els Anals de Cuauhtitlan, després de la mort de Topiltzin Quetzalcoatl, va passar quatre dies a Mictlan fent dards abans d'emergir com l'estrella del matí.
Els Annals enumeren les seves víctimes segons els dies del calendari asteca: gent gran a 1 Caiman; nens petits a 1 Jaguar, 1 Cérvol i 1 Flor; nobles a 1 Canya; tothom a 1 Mort; i joves a 1 Moviment. A 1 Pluja, dispara la pluja, perquè no plogui, i a 1 Aigua, provoca sequera.

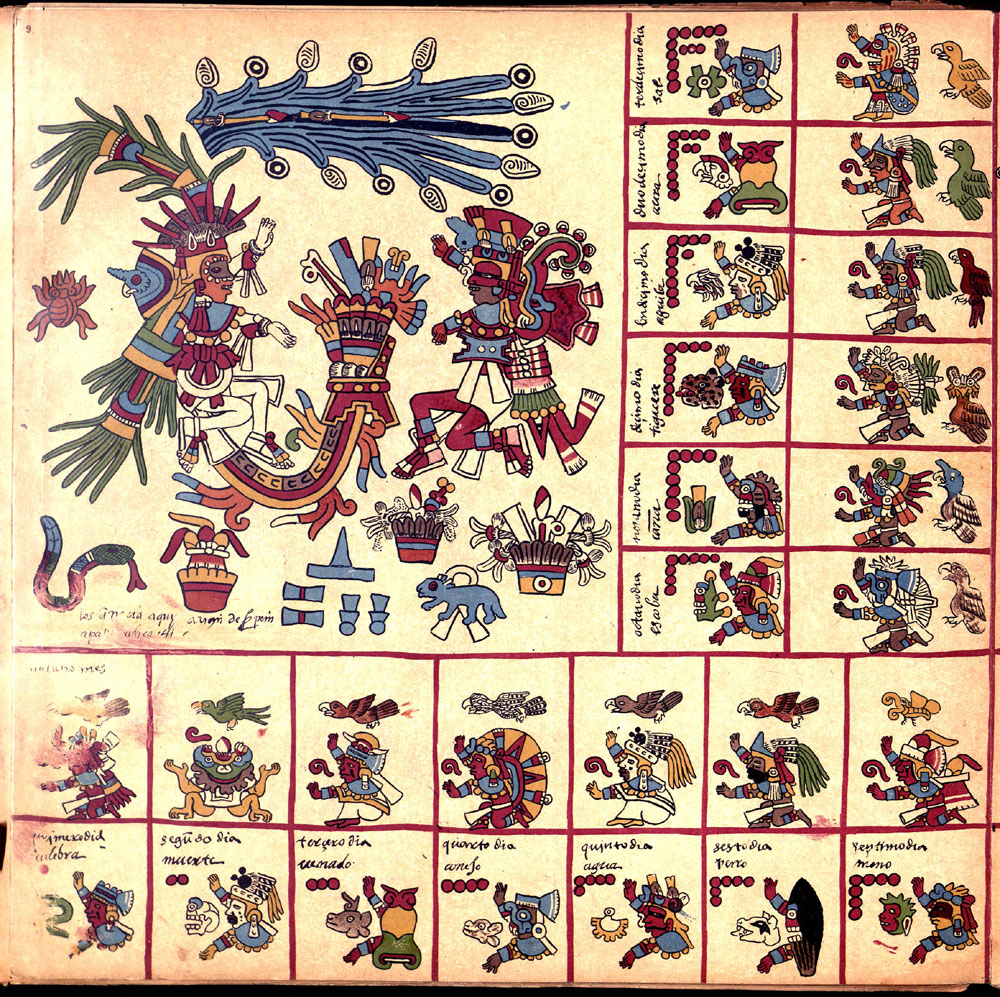
Tlahuizcalpantecuhtli (esquerra) i Xiuhtecuhtli (dreta), envoltats pels signes de la seva tretzena, a la pàgina 9 del Codex Borbònic. (Feu clic per ampliar.)

## Calendari
A més de ser el Senyor del dia 12, en el calendari asteca sagrat anomenat Tōnalpōhualli Tlahuizcalpantecuhtli és patró de la tretzena començant amb el dia 1 Serp i acabant amb el 13 Moviment. En això es combina amb Xiuhtecuhtli, el déu del foc.

## Galeria

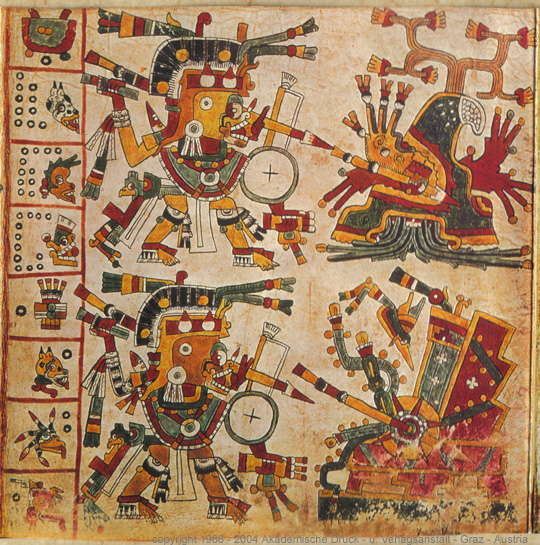
Tlahuizcalpantecuhtli representat a la pàgina 10 al Codex Cospi
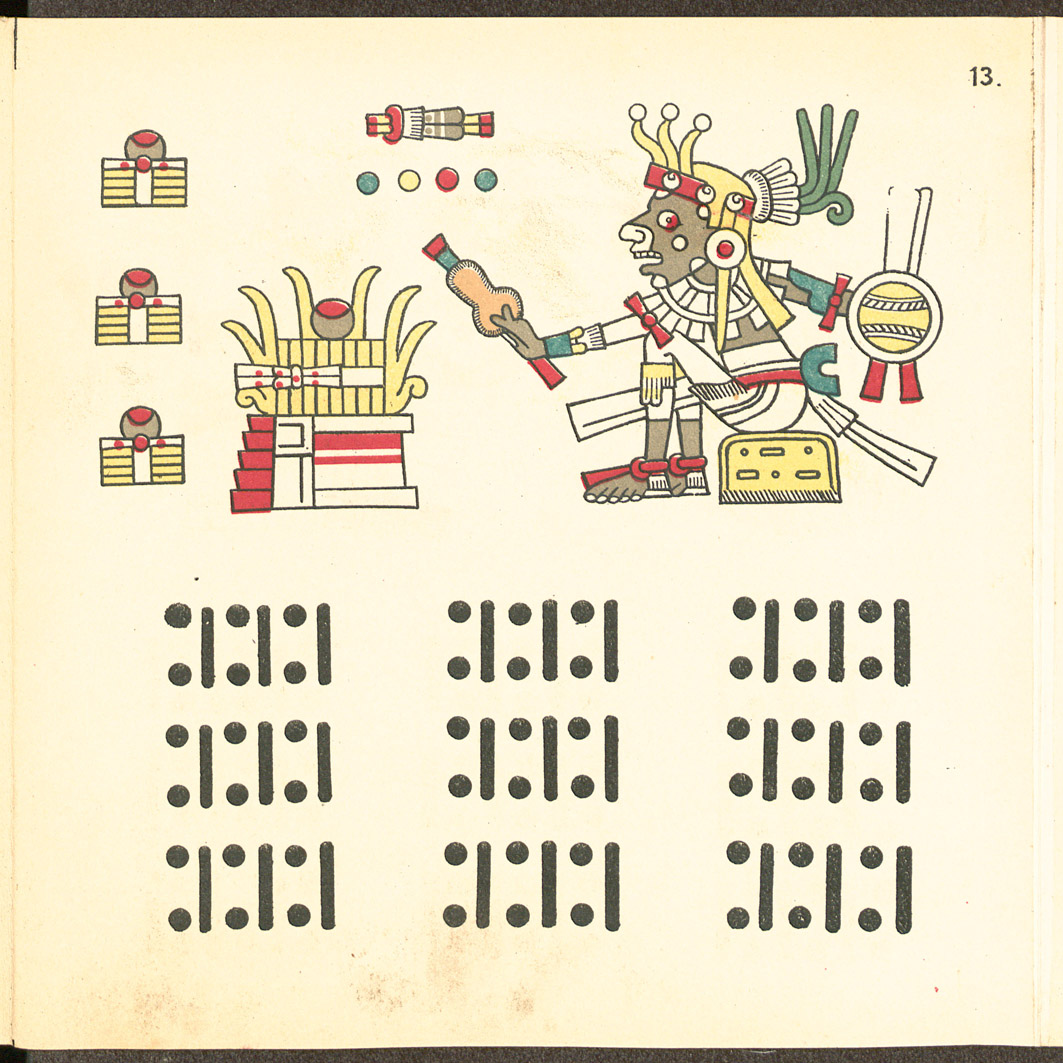
Pàgina 13 del Còdex Fejéváry-Mayer, un calendari d'endevinació, que representa Tlahuitzcalpantecuhtli